# Maria Ursula Waser

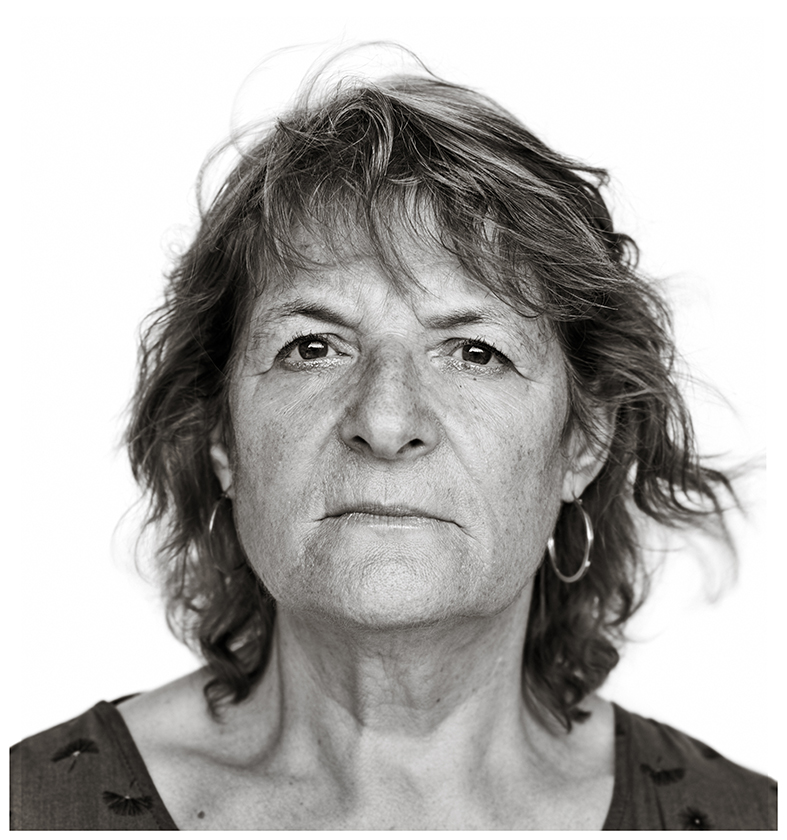
Maria Ursula Waser, 2018 (Fotograf: Jos Schmid)

Maria Ursula (Uschi) Waser, geborene Kollegger (* 13. Dezember 1952 in Rüti ZH), von Obervaz GR und Aarburg, engagiert sich für Jenische und Betroffene fürsorgerischer Zwangsmassnahmen.

## Leben
Als aussereheliches Kind geboren, stand Ursula Waser bald nach ihrer Geburt unter der Vormundschaft von Alfred Siegfried, des Leiters des Hilfswerks Pro Juventute-«Hilfswerks für die Kinder der Landstrasse». Nach dessen Pensionierung ging die Vormundschaft an den Präsidenten der Armenbehörde ihrer Heimatgemeinde Obervaz über. Siegfried wollte sie als Jenische im Rahmen seines Hilfswerks zur Sesshaftigkeit umerziehen, der Mutter entfremden und im Rahmen eines übergeordneten gesellschaftspolitischen Ziels zur Bekämpfung der «Vagantität» beitragen. Die Auseinandersetzungen zwischen Mutter und Vormund führten dazu, dass Ursula Waser bis zu ihrem 14. Lebensjahr 25-mal umplatziert wurde.
Von ihrem Stiefvater wurde sie als 13-Jährige sexuell missbraucht. Sie wagte 1966 eine schriftliche Klage an die Strafkammer des St. Galler Kantonsgerichts, aber weil der angeklagte Stiefvater sie in ein schlechtes Licht zu stellen vermochte, ihr verschiedene Heime ein negatives Zeugnis ausstellten und Aussage gegen Aussage stand, wurde er freigesprochen. Vom 14. bis 18. Lebensjahr war Ursula Waser im Erziehungsheim «vom Guten Hirten» in Altstätten SG untergebracht.
Sie absolvierte eine Ausbildung als Damenschneiderin im Heim und eine Weiterbildung zur Büroangestellten und Nachtwache in einem Alters- und Pflegeheim. Seit 1994 ist sie als ausgebildete Wald- und Spielgruppenleiterin tätig. 1989 erlangte Ursula Waser als eine der ersten Betroffenen Einblick in ihre Akten des Pro Juventute-«Hilfswerks für die Kinder der Landstrasse». Seitdem engagiert sie für die Aufarbeitung der Geschichte der von administrativen Zwangsmassnahmen und Fremdplatzierung Betroffenen und für deren Rehabilitierung, ferner für die Beleuchtung der Rolle der Justiz in diesem Zusammenhang. Als Vertreterin der Opfer des Hilfswerks nahm sie am «Runden Tisch für die Aufarbeitung der fürsorgerischen Zwangsmassnahmen und Fremdplatzierungen vor 1981» (2013–2018) teil, tritt als Zeitzeugin auf und stellt ihre Dokumentation zur Verfügung. Seit den 1990er Jahren ist sie Präsidentin der Stiftung «Naschet Jenische». Diese Stiftung wurde ursprünglich zur Rehabilitierung und Betreuung der ehemaligen Kinder der Landstrasse gegründet. Sie berät heute Jenische bezüglich verschiedener Fragen und betreibt Öffentlichkeitsarbeit.

## Familie
Ursula Waser heiratete 1971 H. Waser, ebenfalls aus einer jenischen Familie. Sie liess sich 1976 von ihm scheiden. Sie hat zwei Töchter.

## Ehrungen
- 2022: Ida-Somazzi-Preis